# Poker en 1976
Cet article résume les événements liés au monde du poker en 1976.

## Tournois majeurs

### World Series of Poker 1976
À compter de cette édition des World Series of Poker, le vainqueur de chaque tournoi disputé remporte un bracelet en plus de son gain. Doyle Brunson remporte le Main Event.